# Gjellestadskibet
Gjellestadskibet eller Jellestadskipet er resterne af et norsk vikingeskib, som er fundet i en stor gravhøj i nærheden af gravhøjen Jellhaugen ved Gjellestad i Halden kommune i Østfold. Skibsresterne antyder en oprindelig længde på 23–24 meter. Skibet blev opdaget i 2018 sammen med flere overpløjede gravhøje og hustofter på en mark ved siden af Jellhaugen lige ved Europavej E6 på grænsen mellem Halden og Sarpsborg. Området er blevet undersøgt med georadar, og skibsfundet vises som en anomali, hvor georadaren afslører en skibsform under jorden. Gjellestadskibet er under udgraving. Undersøgelser i 2019 tyder på at skibet er fra tidlig vikingetid.

## Skibsfund
Radarbillederne af højen med sporene af Gjellestadskibet viser cirka 40 cm muld øverst og én meter aftryk af skibets nederste del neden under. Skibsomridset er omkring 20 meter langt og ligger centralt i en rund skibsgrav. Medregnet stævnene, som sandsynligvis forsvandt, da en bonde nedpløjede højen for at få mere jord, kan Gjellestadskibet have været 23–24 meter langt. Det er usikkert, om noget af skibets træværk er bevaret, men billederne kan tyde på, at kølen og et par bordgange i bunden af skibet ikke er rådnet bort. Formen på skroget kan sandsynligvis rekonstrueres ved forsigtig og systematisk udgraver tilbageværende metalnagler og nøjagtig kortlægger hvor bådnaglerne ligger i jorden. Skibet ser ud til at være et langskib bygget til roning, men kan have ført sejl. Gjellestadskibet kan minde om det 19 meter lange Tuneskibet. Det er også uklart om højen har været udplyndret, eller om den fortsat indeholder resterne af gravgaverne, som blev højlagt sammen med skibet og en eller flere døde.
I 1968 og 1969 blev der gravet en skakt ind i den ni meter høje Jellhaugen på Viksletta. Højen, som er bygget på en naturlig høj, er Nordens næststørste gravhøj, og blev i 1969 dateret til 400- eller 500-tallet e.Kr. ved overgangen mellem folkevandringstiden (ca. 400–500/600 e.v.t.) og germansk jernalder (ca. 550–800 e.v.t.).
En lille del af kølen blev udgravet i 2019. Den blev dateret til begyndelsen af vikingetiden i Norge – omkring år 793.

### Arkæologisk opfølgning
Skibsfundet ved Gjellestad kræver en skånsom udgravning, fordi eventuelle rester af træværket nemt kan smuldre. Derfor er 2018 og 2019 gået med flere undersøgelser med georadar for at få et indtryk af jordlagenes fugtindhold og for at få en detaljeret oversigt over skibsnagler og andre beslag. Der skete ikke nogen større udgravninger i 2019, men det blev antydet, at en tværskakt ville blive gravet allerede i august/september for at finde mere af træværket.[kilde mangler]
Den 23. august 2019 blev arbejdet påbegyndt, og på 12 dage fandt arkæologerne blandt andet spor af forrådnet træværk. På den sidste udravningsdag blev rester af kølen fundet: en nogenlunde kompakt træbjælke. Den var så smal, at det kunne tyde på, at Gjellestadskibet var dimensioneret til roning snarere end havsejlads. Arkæologerne tog prøver af træværket for at bestemme skibskølens alder og træsort. Der blev taget jordprøver i selve højen for at kunne sige noget om højens opbygning. Prøverne viser at højen, som Oseberg- og Gokstadhøjen er et komplekst bygningsværk. Som afslutning på udgravningerne i 2019 blev søgegrøfterne igen fyldt op til en senere større arkæologisk undersøgelse. Videre arkæologiske undersøgelser blev påbegyndt i sommeren 2020.

## Udgravning
26. juni 2020 begyndte udgravningerne af skibet. Skibet er ikke egnet til udstilling på grund af den stærke nedbrydning og forrådnelse. De nederste dele af skibet er i god stand og kan løftes op og komme på museum for at blive konserveret.

### Arkæologiske fund
I modsætning til resten af skibet, som er bygget af eg, er spanterne lavet af nåletræ. Kombinationen af eg og skovfyr er usædvanlig.[kilde mangler]
Gravkammeret i skibsgraven indeholdt over 8000 fund, for det meste jernfragmenter. Desuden er der fundet aftryk af en økse og skeletrester af et stort dyr.